# Lars Eilebrecht
Lars Eilebrecht (nacido en marzo de 1972) es un ingeniero de software alemán, arquitecto de soluciones, experto en seguridad de TI y evangelista de código abierto. Es uno de los desarrolladores originales del servidor HTTP Apache y cofundador y exvicepresidente de la Apache Software Foundation. Lars es un consultor de TI independiente con sede en Londres, Reino Unido.
- Datos: Q20754857
- Multimedia: Lars Eilebrecht / Q20754857